# Funktionale Differenzierung
Die funktionale Differenzierung bedeutet in der soziologischen Theorie, insbesondere in der soziologischen Systemtheorie, dass sich innerhalb einer Gesellschaft bzw. sozialen Systems einzelne Teilsysteme herausbilden, die jeweils eine bestimmte Funktion für das Gesamtsystem erfüllen. Diese Teilsysteme werden auch Funktionssysteme genannt.

## Entwicklung der gesellschaftlichen und kulturellen Differenzierung
Eine zunehmende Differenzierung gesellschaftlicher Funktionsbereiche wird auch von Theoretikern angenommen, die nicht systemtheoretisch argumentieren. Das auf Georg Simmel zurückgehende Konzept der sozialen Differenzierung stellt die funktionale Differenzierung als nur einen – wenn auch zentralen – Aspekt der soziologischen Analyse dar.
So wird der Übergang von naturnahen oder Stammesgesellschaften, in der die Sphären des Profanen und des Sakralen untrennbar verbunden sind, zu stratifizierten Klassengesellschaften mit religiös-metaphysischem Überbau als Prozess der Trennung von Sozialem und sakraler Kultur, also als Differenzierungsprozess beschrieben. Seit der Renaissance erfolgt eine Abtrennung des Reichs der Kunst vom Sakralen, seit der Frühmoderne differenziert sich außerdem die Wissenschaft aus der Theologie aus; mit Kant trennt sich die Ethik (Naturrecht) von der Religion und die Ästhetik von der Kunst. Damit werden verschiedene Bereiche des Seins und normative Bereiche des Sein-Sollens geschaffen. Diese Vorgänge werden sowohl als Differenzierungs- als auch als Modernisierungsprozesse beschrieben. In der entwickelten Hochmoderne sind dann alle Funktionsbereiche autonom und geben sich ihre eigenen Regeln (self-legislation). Erst in diesem Zusammenhang scheint es angemessen, von „Systemen“ zu sprechen. In der Postmoderne komme es jedoch zu einer Implosion (so Jean Baudrillard) der Systeme zumindest des Kulturbereichs, also zu einer Entdifferenzierung durch Entgrenzung oder Hybrisierung von Systemen.

## Parsons und Luhmann
Der Begriff der funktionalen Differenzierung ist integraler Bestandteil der Soziologie von Niklas Luhmann, der ihn zur theoretischen Analyse der Gesellschaft verwendet. Beispiele gesellschaftlicher Teilsysteme sind nach Luhmann das „Trennen von wahrem und unwahrem Wissen“ (Wissenschaft) oder „allgemein verbindliches Entscheiden“ (Politik).
Übernommen hat Luhmann das Konzept von Talcott Parsons, in dessen Theorie der Evolution von Gesellschaften es eine Schlüsselrolle spielt. Einig sind sich Parsons und Luhmann darin, dass die funktionale Differenzierung der Gesellschaft eine „evolutionäre Errungenschaft“ darstellt. Sie ist geradezu „das“ Kennzeichen der Moderne.
Die Differenz zwischen beiden zeigt sich in den Bezugspunkten der Ansätze: Parsons begreift Funktionen als aus dem normativen Strukturrahmen einer Gesellschaft abgeleitet. Man könnte schlagwortartig sagen: functions follow norms: Soziales Handeln sei in normative Bezugsschemata eingebettet. Nur so könne ein anomisches Auseinanderdriften der systemischen Eigenrationalitäten verhindert und eine integrative gesamtgesellschaftliche Vernunft garantiert werden.
Luhmanns Perspektive ist anders. Bei ihm sind es autonome Funktionssysteme, die sich ihre Strukturen je nach Bedarf und äußerer Anforderung selbst geben (Autopoiesis). Ob dabei ein übergeordneter Wert bemüht wird oder ob es bloße Kosten-Nutzen-Kalküle sind, die die Strukturwahl bestimmen – dies zu analysieren liegt im Ermessen des (soziologischen) Beobachters.

## Funktionssysteme nach Luhmann
Jedes einzelne Teilsystem betrachtet nach Luhmann das Gesamtsystem aus einem anderen Blickwinkel. So beobachtet etwa das Teilsystem Wissenschaft Vorgänge im System nur danach, ob etwas wahr ist oder nicht; das Teilsystem Politik stellt die Frage, ob Macht vergrößert werden kann oder nicht; und die Wirtschaft interessiert sich ausschließlich dafür, ob Zahlungen erfolgen oder nicht. Weitere in diesem Sinne autonome Teilsysteme sind Kunst, Religion, intime Beziehungen, Erziehung, Recht und Familie.
Funktionssysteme im Sinne Luhmanns sind nicht zu verwechseln mit Organisationen (die sich ihrerseits meist primär an bestimmten Funktionssystemen orientieren, wie Parteien an der Politik, Firmen an der Wirtschaft, Galerien an der Kunst, Krankenhäuser an der Medizin). Das Wirtschaftssystem etwa wird überall dort reproduziert, wo eine Zahlung erfolgt, und nicht etwa nur in „der Wirtschaft“ im alltagssprachlichen Sinne (also zwischen Firmen). Auch das Rechtssystem wird nicht nur in Gerichtssälen reproduziert, sondern überall dort in der Welt, wo in einer Kommunikation die Unterscheidung recht/unrecht in Anspruch genommen wird.

„Ein Behördenchef sagt zu der Frau, die gekommen ist, um sich für eine Beförderung ihres Mannes einzusetzen, weil sie sieht, wie sehr er unter der Nichtbeförderung leidet: Ich habe nicht das Recht, mit Ihnen über dienstliche Angelegenheiten zu sprechen. Er sagt es, um sie loszuwerden; aber dies ist nur sein Motiv. Die Kommunikation selbst ist nach unserem Verständnis eine Kommunikation im Rechtssystem.“

Das Kommunikationsereignis in diesem Beispiel ist ein Element im Funktionssystem Recht. Wie offiziell oder wie unscheinbar das Ereignis ist, spielt dabei keine Rolle. Das System entsteht dadurch (und erfüllt dann seine Funktion), dass sich mit dieser einfachen Unterscheidung recht/unrecht alle anderen Kommunikationen, die sich an derselben einfachen Unterscheidung orientieren, potenziell miteinander in Bezug setzen lassen. Die Kommunikation reizt das System sogar zur Reproduktion, weil sie Vernetzung mit systemgleichen Kommunikationen sucht (oder behauptet) und Bedarf für weitere Kommunikationen im Rechtssystem in Anspruch nimmt (etwa, wenn man sich gerichtlich über das Problem streitet und die Aussage in Frage gestellt wird).
Aus der Perspektive der Person des Behördenchefs erfüllt das Recht die Funktion, einen Teil seiner Welt nicht zu kompliziert werden zu lassen. Aus gesellschaftlicher Perspektive ist es die Funktion der Funktionssysteme, dass sie immens viele Kommunikationen an jedem beliebigen Ort und unter Beteiligung jedes beliebigen Teilnehmers einem bestimmten Gesellschaftsbereich zuführen. Diese Aufteilung ist so erfolgreich, dass sich die moderne Gesellschaft entlang ihrer spezifischen Funktionen strukturiert und mit diesen strukturiert sich auch die gesellschaftliche Kommunikation. Mit dieser halbwegs überschaubaren Steigerung von Komplexität kann die extrem komplexe moderne Gesellschaft ihre eigene Komplexität in Zaum halten.
Dabei kann ein und derselbe gesellschaftliche Vorgang von verschiedenen Teilsystemen simultan jeweils unterschiedlich bewertet und bearbeitet werden (strukturelle Kopplung). Funktionssysteme sind also thematisch offen. Luhmann schließt einen „funktionalen Primat“, das heißt die Vorrangstellung eines Teilsystems, ausdrücklich aus. Damit stellt sich die Frage nach den Bedingungen der Möglichkeit gesellschaftsrationalen Handelns sowie der Steuerung ökologischer und sozialer Probleme.

## Inklusion und Exklusion
Die Funktionssysteme sind darauf ausgelegt, alle verfügbaren Personen in ihre Kommunikation mit einzubeziehen (soziale Inklusion), entweder dadurch, dass sie selber zu den Leistungen des Teilsystems beitragen, oder dadurch, dass sie als „Publikum“ seine Funktionsweise beobachten und kritisch hinterfragen. Beispiele sind etwa die Ausweitung des Wahlrechts und von Bildungschancen im Zuge der demokratischen bzw. der Bildungsexpansion.
Trotzdem werden in der Realität zweifelsfrei Personen von bestimmten Teilsystemen ausgeschlossen (Exklusion). So wird beispielsweise wissenschaftlichen Amateuren die Teilnahme am Diskurs in Organisationen der Wissenschaft verwehrt, also in akademischen Instituten und Fachzeitschriften. Diese an der Codierung des Wissenschaftssystems orientierten (und für die Ausdifferenzierung des Funktionssystems notwendigen) Organisationen rekrutieren nach eigenen Maßstäben und Gesichtspunkten das Personal, das die Wissenschaft zum Fortbestand ihrer Funktion, nämlich Wahrheiten zu produzieren, benötigt. Die Teilsysteme verstärken so bereits vorhandene Unterscheidungen („positive“ (begünstigende) Diskriminierung) immer weiter (positive Diskriminierung): wer also etwa schon Geld hat, bekommt leichter Kredit, wer schon gute Noten hatte, bekommt oft wieder bessere, wer schon wissenschaftliches Prestige besitzt, dem eröffnen sich bessere Publikationschancen usw. („Matthäus-Effekt“ – „Wer hat, dem wird gegeben“). Als selbstverstärkender Prozess bewirken und stabilisieren positive Rückkopplungen und Pfadabhängigkeit eines Systems u. U. eine Hyperinklusion einzelner Personengruppen, z. B. des Top-Managements.

## Interne Differenzierung von Subsystemen
Sowohl Parsons als auch Luhmann wenden das Konzept der funktionalen Differenzierung über die allgemeine Ebene der Gesellschaft hinaus auf die einzelnen Teilsysteme an und sprechen in diesem Zusammenhang von interner oder Binnendifferenzierung. Jedes der ausdifferenzierten sozialen Systeme wiederholt intern die Gliederung nach funktionalen Gesichtspunkten und entwickelt die damit verbundenen Rollenerwartungen und Kommunikationschancen.
So gliedert sich beispielsweise Luhmann zufolge das politische System intern in die Subsysteme Parteipolitik, Verwaltung und Öffentlichkeit auf, während bei Parsons das Vier-Funktionen- oder AGIL-Schema zur Anwendung kommt. Es handelt sich um Funktionen, die sowohl die Gesamtgesellschaft als auch jedes Teilsystem aufweisen muss. Auf gesamtgesellschaftlicher Ebene erfüllt beispielsweise die Politik die Funktion der „Zielerreichung“ (Goal Attainment) und gliedert sich intern in adaptive (Ressourcen beschaffende), zielverwirklichende, integrative und kulturell-wertvermittelnde Subsysteme und Strukturkomponenten. Die Wirtschaft (Adaptation) wiederum stellt die Ressourcen für das Gesamtsystem zur Verfügung und untergliedert sich in analoge Subsysteme und Strukturkomponenten.

## Geschichte der Differenzierungsformen
Die Theorie funktionaler Differenzierung nach Luhmann geht davon aus, dass sich die Gesellschaftsstruktur im Laufe der Zeit evolutionär verändert hat, angetrieben von einer immer komplexer werdenden Gesellschaft. Nach der frühesten Differenzierung nach Geschlecht und Alter folgt in den archaischen Gesellschaften eine Differenzierung in Segmente (Familien, Clans, Dörfer, Häuser), zwischen denen es kein Gefälle gibt. Mit der frühen Neuzeit wird diese Ordnung durch die hierarchischen Differenzierungen in Schichten (Stratifikation) sowie in Zentrum/Peripherie abgelöst. Außerhalb der Oberschicht bzw. der Zentren (Städte) bleibt die segmentäre Trennung jedoch erhalten. Mit zunehmender Komplexität der Gesellschaft setzt um das 18. Jahrhundert in Europa die Strukturveränderung in Richtung funktionaler Differenzierung ein, die heute die primäre Struktur der Weltgesellschaft ist.
Die Analyse unter der Maßgabe von funktionaler Differenzierung wird dadurch verkompliziert, dass die historisch vorangegangenen Formen wie Stratifikation und Segmentation mit ihr aktuell ko-präsent sind. Stratifikation etwa ist keine Grundprämisse der Gesellschaft mehr, schlägt sich aber gerade durch die Auswirkungen funktionaler Differenzierung „und sogar verstärkt“ als Ungleichheit zwischen „mehr oder weniger offenkundige[n] sozialen Klassen“ nieder. Segmentäre Differenzierung findet man heute funktionsabhängig etwa „als Differenzierung der Nationalstaaten in der Politik, der Unternehmen in der Wirtschaft, der Schulen im Erziehungssystem“.

## Zukunftsprognosen
Die funktionale Differenzierung ist ein historisch gewachsenes, evolutionär entstandenes und also kontingentes Phänomen. Es könnte auch anders sein, etwa wenn die Gesellschaft sich verändert, vor allem in Hinblick auf ihre Komplexität. Da sie das fortwährend tut, lässt sich die Frage stellen, ob neben oder anstelle der funktionalen Differenzierung auch noch andere Differenzierungsformen vorstellbar sind.
Der Systemtheoretiker und Luhmann-Schüler Dirk Baecker betont die Rolle des Buchdrucks als Auslöser der funktionalen Differenzierung, da die allgemeine Alphabetisierung eine Ordnung in thematische Teilbereiche notwendig machte. In diesem Sinne könnten die elektronischen Medien, mediale Vernetzung und Globalisierung (also das Ende der Buchdruckgesellschaft) ein Ende der funktionalen Differenzierung als Primärform bedeuten. Die Bedeutung von Netzwerken, deren Kommunikationen sich nicht in erster Linie an den Leitdifferenzen der Funktionssysteme orientieren, nimmt jedenfalls zu. Die Form dieses neuen Differnzierungsprinzips lässt sich allenfalls „erahnen, nämlich das Netzwerk, jedoch nicht ihre Struktur“.